# 埼玉県道345号小八林久保田下青鳥線

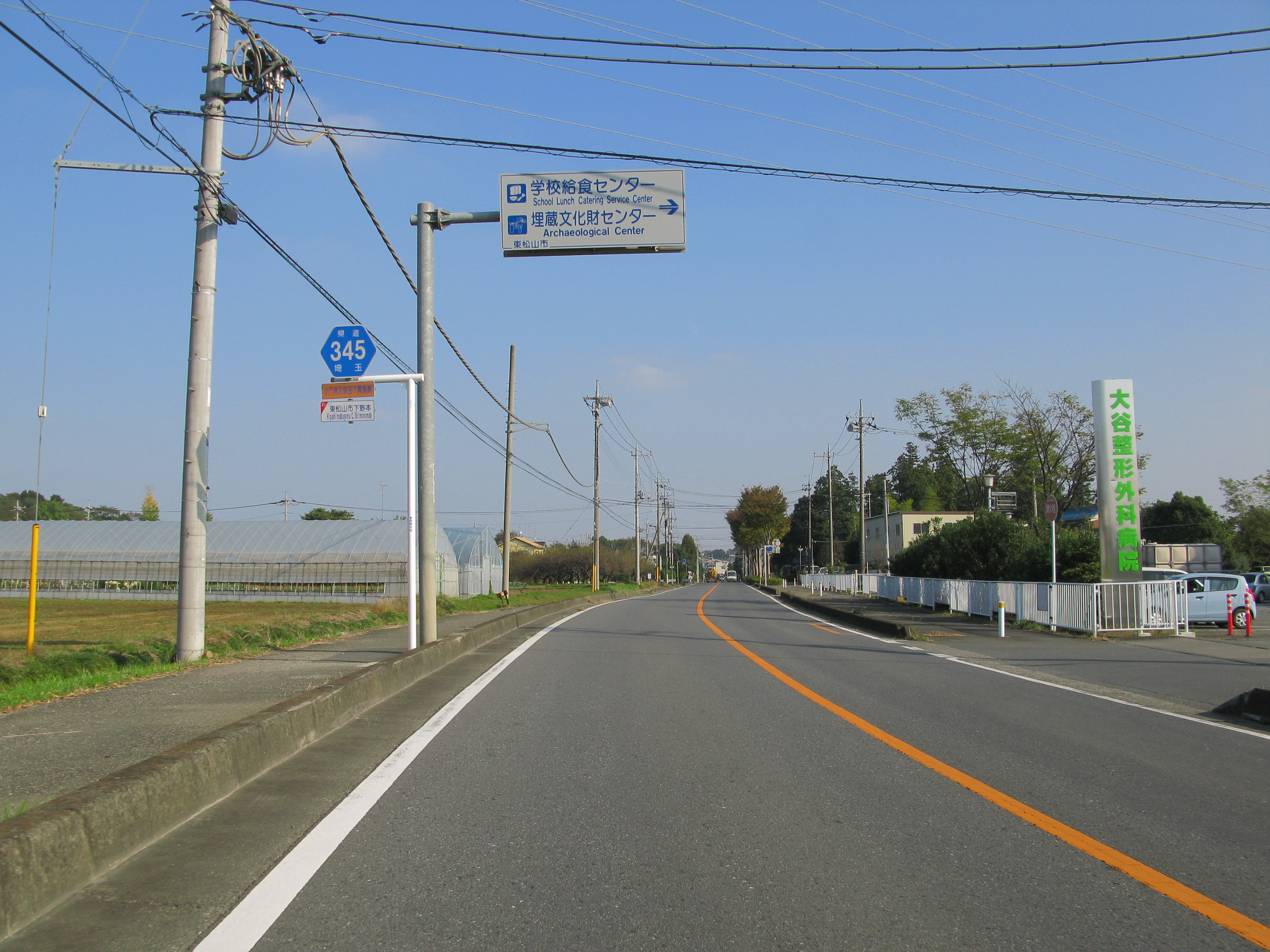
東松山市内

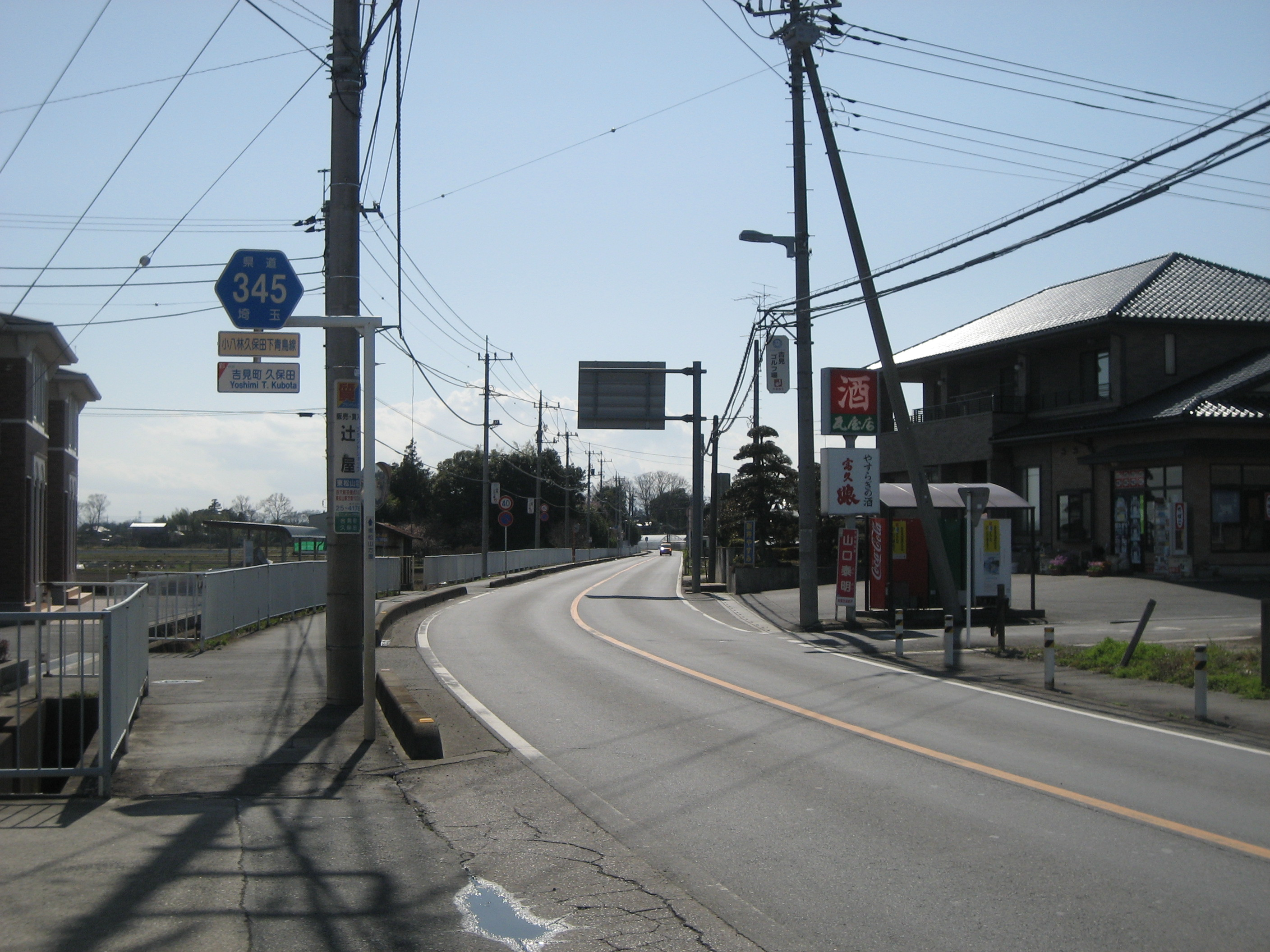
比企郡吉見町内

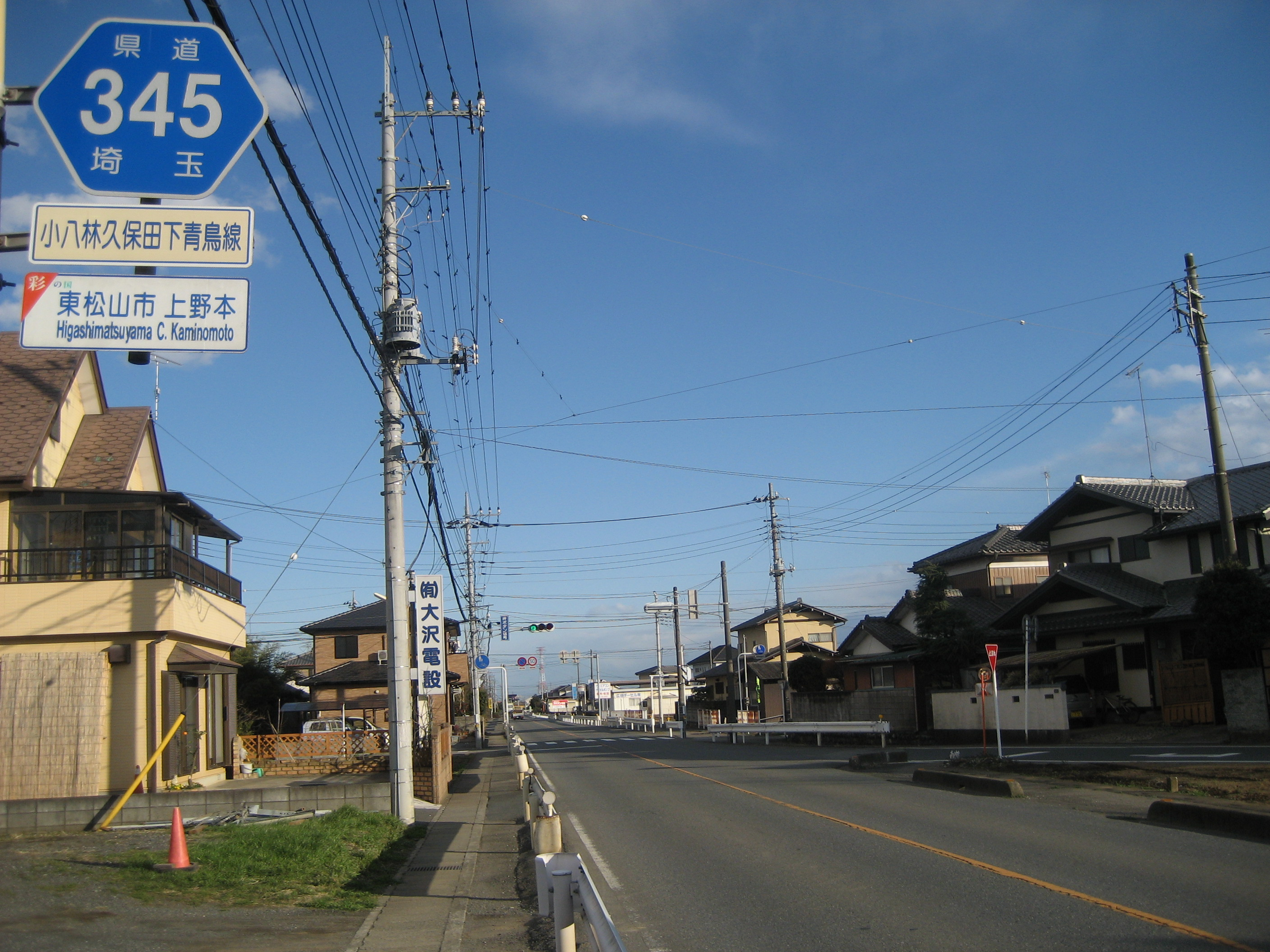
東松山市上野本

埼玉県道345号小八林久保田下青鳥線（さいたまけんどう345ごう こやつばやしくぼたしもおおどりせん）は、埼玉県熊谷市（旧大里郡大里町）小八林から比企郡吉見町久保田を経由し、東松山市下青鳥に至る県道である。総延長12.8km。

## 概要
比企郡吉見町を南北に貫き、沿道に吉見町役場が立地するなど、吉見町の基幹道路のひとつとなっている他、東松山市内の国道254号と埼玉県道27号東松山鴻巣線の鴻巣市方面の往来に主に使われるルートでもある。ほぼ全線にわたって2車線で整備されているが、北端の荒川堤防付近に狭隘区間があり、市野川を越える慈雲寺橋より吉見町側でも橋の手前で直角カーブになっている他、道幅の狭い区間がある上大型車の通行が多く注意を要する。
また、埼玉県道27号東松山鴻巣線と交差している吉見町役場前交差点は右折帯が設置されていないため、右折車によって頻繁に混雑が発生している。

## 歴史
- 2007年4月1日 路線名を埼玉県道345号大里久保田下青鳥線から埼玉県道345号小八林久保田下青鳥線へ変更。

## 通過する自治体
- 埼玉県
  - 熊谷市 - 比企郡吉見町 - 東松山市

## 重複区間
- 埼玉県道155号さいたま武蔵丘陵森林公園自転車道線（熊谷市小八林地内） ※ 起点から約400m程（荒川堤防上）
- 埼玉県道271号今泉東松山線（比企郡吉見町上細谷 - 中新井）

## 接続道路
| 交差する道路                                          | 交差する道路                                          | 交差点名 | 所在地       | 所在地 |
| ----------------------------------------------------- | ----------------------------------------------------- | -------- | ------------ | ------ |
| 埼玉県道66号行田東松山線（・埼玉県道307号福田鴻巣線） | 埼玉県道66号行田東松山線（・埼玉県道307号福田鴻巣線） |          | 熊谷市       | 小八林 |
| （大里比企広域農道）                                  | （大里比企広域農道）                                  |          | 比企郡吉見町 | 上砂   |
|                                                       | 埼玉県道271号今泉東松山線                             | 広場入口 | 比企郡吉見町 | 上細谷 |
| 埼玉県道271号今泉東松山線                             |                                                       | 中荒井   | 比企郡吉見町 | 中荒井 |
| 埼玉県道27号東松山鴻巣線                              | 埼玉県道27号東松山鴻巣線                              | 町役場前 | 比企郡吉見町 | 久保田 |
| 埼玉県道33号東松山桶川線                              | 埼玉県道33号東松山桶川線                              | 江綱     | 比企郡吉見町 | 江綱   |
| 国道254号                                             | 国道254号                                             | 古凍     | 東松山市     | 古凍   |
| 国道407号（東松山バイパス）                           | 国道407号（東松山バイパス）                           | 下野本南 | 東松山市     | 上野本 |
| 埼玉県道41号東松山越生線                              | 埼玉県道41号東松山越生線                              | 下青鳥北 | 東松山市     | 下青鳥 |

## 沿線
- 吉見町立吉見中学校
- 比企広域消防本部吉見分署
- 吉見町役場
- 吉見郵便局
- 吉見町立南小学校
- 東松山市埋蔵文化財センター
- 野本将軍塚古墳